# Otó I de Suàbia
Otó I de Suàbia (954 - † 31 d'octubre del 982 a Lucca) fou duc de Suàbia i duc de Baviera.

Fill de Ludolf i d'Ida, era el net de l'emperador Otó I i d'Edith de Wessex. La seva germana Matilde va ser abadessa d'Essen.

## Biografia
Duc de Suàbia de 973 a 982, fou nomenat duc de Baviera el 976, després que Enric II de Baviera fos desposseït del ducat en resposta a la seva rebel·lió contra l'emperador Otó II. Confident proper del seu oncle l'emperador, fou el seu aliat el 977-978, contra una conspiració (dita "la Guerra dels Tres Enrics") encapçalada per Enric II de Baviera, Enric I de Caríntia i Enric I d'Augsburg. Va acompanyar també a Otó II el 982 en el moment de la campanya d'Itàlia contra l'emirat de Sicília. Va sobreviure a la batalla de Capo Colonna prop de Crotona el 13 de juliol del 982, així com una emboscada preparada pels àrabs. Decidit a fer una nova campanya després del seu reton al ducat, va morir en ruta el 31 d'octubre de 982 a Lucca. Fou enterrat a Aschaffenburg.
La seva germana Matilde va posseir una preciosa creu, el Crucifix de Matilde, adornada de pedres precioses, que és, actualment, guardada a la catedral d'Essen en la seva memòria. El germà i la germana són representats en aquesta creu.